# Yueqin

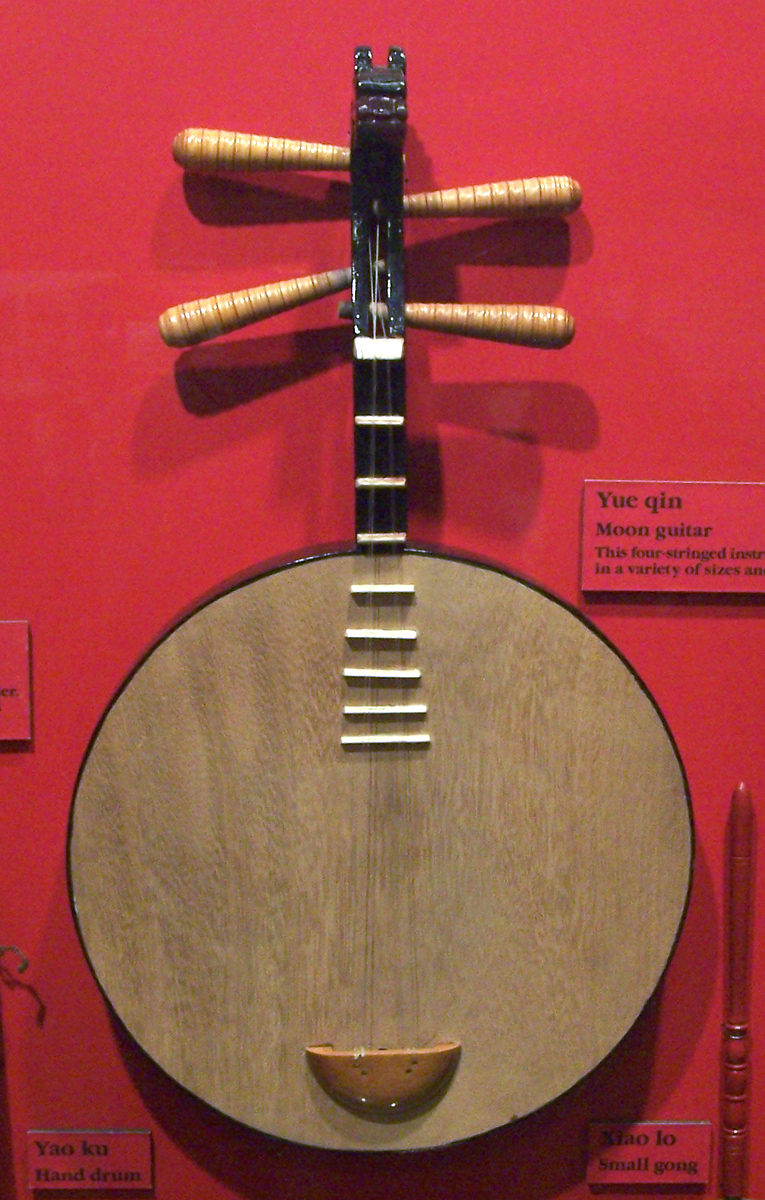
Yueqin

Yueqin (chinesisch 月琴, Pinyin yuèqín, W.-G. yüeh-ch’in – „Mond-qin“, yuè – 月 ‚Mond‘), manchmal auch Yue qin, ist eine gezupfte Kurzhalslaute in der klassischen chinesischen Musik, deren oft mit „Mondlaute“ oder „Mondgitarre“ übersetzter Name sich auf den kreisrunden flachen Korpus bezieht. Von der Form und dem Namen ist die japanische gekkin (japanisch 月琴, getsu – 月 ‚Mond‘) abgeleitet.
Die yueqin ist eine viersaitige Kastenhalslaute mit einem kurzen Hals, der zu einem Wirbelkasten mit vier seitenständigen Wirbeln führt. Die Gesamtlänge beträgt etwa 60 Zentimeter, der Korpusdurchmesser etwa 35 Zentimeter. Auf dem Griffbrett und bis auf die Korpusdecke reichend sind acht bis zwölf Bünde aus Bambus aufgeklebt. Die vier Saiten aus Seide sind zu im Abstand einer Quinte gestimmten Chören gepaart. Eine moderne Version der yueqin, die sich jedoch wenig durchgesetzt hat, besitzt drei einzelne Saiten, die unterschiedlich gestimmt sind, um den Tonumfang zu vergrößern.
Vorläufer der yueqin sind mehrere Mondlauten der Han-Chinesen, darunter die ruan (阮), deren Existenz sich bis in die Han-Dynastie (206 v. Chr. bis 220 n. Chr.) zurückverfolgen lässt. Während der Tang-Dynastie (618–907) war eine entsprechende Laute als ruanxian (阮咸, in Japan genkan) bekannt. 
Auf chinesischen Kultureinfluss gehen eine Reihe von Mondlauten und ähnlichen Langhalslauten in Vietnam (darunter die đàn nguyệt), Thailand (krajappi) und Kambodscha (chapey dang veng) zurück.